# Linia kolejowa Bordeaux – Sète
Linia kolejowa Bordeaux – Sète – ważna francuska linia kolejowa o długości 476 km. Łączy portowe miasto Bordeaux z Sète, przez Tuluzę i Narbonę. Została wybudowana w kilku etapach między 1855 a 1858 rokiem.

## Trasa
Linia Bordeaux - Sète rozpoczyna się na Gare de Bordeaux Saint-Jean i biegnie w kierunku południowo-wschodnim, wzdłuż lewego brzegu Garonny. Przecina Garonnę w Langon, i biegnie wzdłuż prawego brzegu rzeki zmieniając kierunek na południowy wschód w pobliżu La Réole. Przecina rzekę Lot pobliżu Aiguillon, i przechodzi przez Agen. W Castelsarrasin opuszcza dolinę Garonny i biegnie na wschód do Montauban do rzeki Tarn, gdzie skręca gwałtownie na południowy wschód, a następnie na południe do Tuluzy.
W Tuluzie linia opuszcza Garonnę ponownie i wzdłuż małej rzeki Hers-Mort biegnie w kierunku południowo-wschodnim. Poza Carcassonne wpada w dolinę rzeki Aude, w kierunku wschodnim. W Narbonie linia zamienia swój kierunek na północny wschód aż do Béziers, gdzie skręca na wschód. W Agde biegnie wzdłuż wybrzeża Morza Śródziemnego na północny wschód wzdłuż mierzei oddzielającej Étang de Thau od morza. Swój koniec linia ma w Sète po 476 km.